# Serlon de Hauteville
 (juillet 2023).
Si vous disposez d'ouvrages ou d'articles de référence ou si vous connaissez des sites web de qualité traitant du thème abordé ici, merci de compléter l'article en donnant les références utiles à sa vérifiabilité et en les liant à la section « Notes et références ».
Serlon de Hauteville est un seigneur normand du XIe siècle, fils du célèbre Tancrède de Hauteville. À la mort de Tancrède en 1041, il hérite (?) du fief de Hauteville et reste dans le duché normand à la différence de la quasi-totalité de ses douze frères et demi-frères, exilés volontairement en Italie méridionale.
Considéré comme un guerrier de grande valeur, il sert le duc Robert le Magnifique qui l'apprécie beaucoup.
Il est banni du duché de Normandie durant trois ans, pour avoir tué un voisin qui l'aurait injurié.
L'un de ses fils du même nom, Serlon, qui semble avoir hérité des qualités guerrières de son père, tenta l'aventure en Méditerranée. On le retrouve en Sicile dans les années 1060 aux côtés de son oncle Roger Bosso, combattant les musulmans et les pirates Sarrasins de Tamim ben al-Muizz et de Benavert.